# Óleo
Óleo este un oraș în São Paulo (SP), Brazilia.